# Yangchuanosaurus
Yangchuanosaurus (do latim "lagarto de Yongchuan") foi um gênero de dinossauros carnívoros e bípedes que viveram durante o período Jurássico, há aproximadamente 165 milhões de anos. Os Yangchuanosaurus viveram na Ásia, mais precisamente, nas regiões que formam hoje a China e a Mongólia.

## Descrição
O espécime-tipo de Y. shangyouensis possuía um crânio de 82 centímetros e acredita-se que o animal inteiro medisse 8 metros. Outro espécime, atribuído a uma nova espécie Y. magnus, possuía um crânio de 112 centímetros, o que indicaria um comprimento total de 10,8 metros e uma massa de 3,4 toneladas.
Na cabeça, havia uma série de protuberâncias que vagamente lembram a cabeça de um Ceratosaurus. Era um grande predador com um pescoço curto e forte, dentes serrados, patas traseiras longas e poderosas, patas dianteiras curtas com três dedos com garras, e uma cauda que correspondia a quase metade de seu comprimento.

## Paleobiologia
Os Yangchuanosaurus não só ocupavam nichos ecológicos semelhantes aos do Allosaurus, mas na Ásia e não na América do Norte. Os dois gêneros não são somente semelhantes morfologicamente, mas também possuíam acesso a presas semelhantes, como estegossaurídeos e saurópodes.